# Djarthia

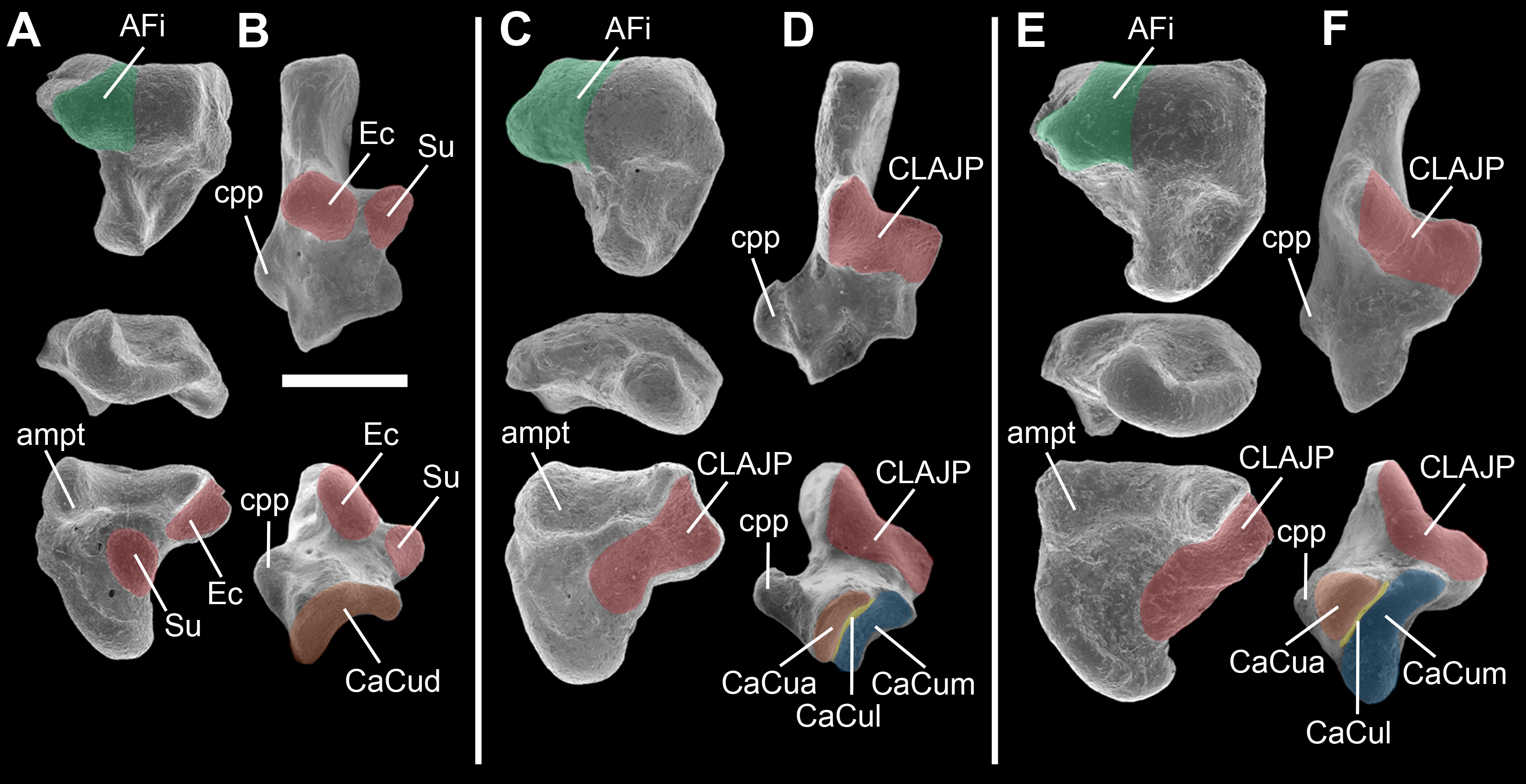
Comparación de los tarsos aislados de Djarthia murgonensis con marsupiales actuales australidelfios y un no australidelfo (‘ameridelfio’).

Djarthia es un género extinto de mamífero marsupial. Es el más antiguo marsupial hallado en Australia, descubierto en el sitio fósil Murgon en el sureste de Queensland. El material del cráneo descrito incluye un molar, huesos incompletos de la cóclea y el tarso ambos completos o en un estado fragmentario de preservación.